# Glenanne SC
Der Glenanne SC  ist ein 1943 gegründeter irischer Sportverein aus Dublin. Der Club ging aus dem Graftoniens genannten Betriebssportclub des an der Grafton Street gelegenen Kaufhauses Brown Thomas hervor. Der neue Verein behielt die alten Farben Grün-Weiß und nannte sich nach einem am Vereinsgelände an der Fortfield Street angrenzenden Einschnitt (englisch: glen) durch den der River Poddle führte. Im Sommer wurde Golf und Rasentennis gespielt, im Winter Hockey und Tischtennis. 1958 erhielt der Hockeyplatz als erster in Irland eine Flutlichtanlage. Einen tiefen Einschnitt erfuhr Glenanne als 1970 das Vereinsgelände wegen geplanter Bebauung verloren ging. Nur die Hockeyabteilung überlebte in stark verkleinerter Form mit nur noch zwei Herrenmannschaften ohne Damenhockey. Bis der Verein ab 1985 mehr und mehr den Allwetterplatz der St.Marks-Schule im Süd-Westen von Dublin nutzte, musste er verschiedene Anlagen nutzen. 1989 machte der Verein eine Vereinbarung mit der St.Marks-Schule und dem Erziehungsministerium, mietete das Sportgelände der Schule, errichtete für £ 300.000 einen Hockeyplatz, den die Schule tagsüber weiter nutzen kann. 2002 wurde die Anlage noch einmal modernisiert und der Pachtvertrag mit der Schulverwaltung um 35 Jahre verlängert. Beide Baumaßnahmen kamen mit der Unterstützung von staatlichen Lotteriegeldern zustande.
Der Glenanne SC stellt heute fünf Herren- und drei Damenteams für den Spielbetrieb von Leinster Hockey, wobei zwar Männer und Damen in der höchsten Liga, der Leinster Senior League Division One, spielen, aber nur die Herren in der Spitze vertreten sind. Dies auch erst seit Beginn des neuen Jahrtausends, wo 2000 der bisher einzige Landesmeistertitel errungen wurde, wie auch in anderen Sportarten spielen die Republik Irland und Nordirland einen gemeinsamen All Ireland-Titel aus. So vertrat Glenanne 2001 Irland beim EuroHockey Club Champions Cup, verlor aber bei dem Turnier in Bloemendaal alle vier Partien, womit der irische Meister ein Jahr später nur bei der zweitklassigen EuroHockey Club Trophy starten durfte. 2002 drang der Club bis ins Finale der EuroHockey Cup Winner Trophy, verlor dort gegen den spanischen Verein Atlètic Terrassa, erreichte aber damit das Startrecht für Irland beim EuroHockey Cup Winners Cup 2003. 2008 gewann das Team die Euro Hockey Trophy durch ein 5:4 im Finale gegen den gastgebenden CA Montrouge. 2010 startete der Verein erstmals bei der Euro Hockey League EHL, schied aber nach zwei Niederlagen bereits in der Vorrunde aus. 2011 qualifizierte sich Glenanne bei der EHL für das Achtelfinale. Dort unterlag der Club dem niederländischen Vertreter HGC Wassenaar 0:2.

## Erfolge
| Europapokalbilanz Herren Feld |                    |        |       |             |
| Jahr                          | Wettbewerb         | Niveau | Platz | Ort         |
| 2001                          | Club Champions Cup | 1      | 7     | Bloemendaal |
| 2002                          | Cup Winners Trophy | 2      | 2     | Gibraltar   |
| 2008                          | Club Trophy        | 2      | 1     | Paris       |
| 2010                          | Euro Hockey League | 1      | VR 24 | Barcelona   |
| 2011                          | Euro Hockey League | 1      | AF    | Bloemendaal |

Herren
- Euro Hockey Trophy: 2008
- All Ireland Club Championship: 2000
- Irish Senior Cup: 2001, 2007, 2010
- Irish Junior Cup: 1950, 1995

- Leinster Senior League: 2000, 2002, 2006, 2007, 2011
- Leinster Senior Cup: 2002, 2004, 2007, 2008

Damen
- Irish Junior Cup: 1984, 2008